# Squam Lake
Der Squam Lake ist ein See in der Mitte des US-Bundesstaates New Hampshire nordwestlich des viel größeren Lake Winnipesaukee.
Er liegt südlich der White Mountains am Berührungspunkt von Grafton County, Carroll County und Belknap County.
Seine Fläche beträgt 27,5 km² und seine maximale Ausdehnung 11,3 km in der Länge und 7,4 km in der Breite. Der Squam Lake ist der zweitgrößte See, der vollständig in New Hampshire liegt.
Der Squam-See entwässert durch einen kurzen natürlichen Abfluss in den Little Squam Lake und dann durch einen Staudamm am Kopf des Squam Rivers bei Ashland in den Pemigewasset River.
Sein ursprünglicher Name lautete Keeseenunknipee, was ‚der See der Gänse im Hochland‘ bedeutete und von den weißen Siedlern um das Jahr 1779 herum zu Casumpa oder Kusumpy verkürzt wurde. In den frühen Jahren des 19. Jahrhunderts erhielt der See einen anderen Namen in der Sprache der Abenaki, Asquam, der ‚Wasser‘ bedeutete. Schließlich erhielt der See zu Beginn des 20. Jahrhunderts seinen heutigen Namen.
Der Kinofilm Am goldenen See (1981) wurde hier gedreht und zwei Schiffsausflugstouren mit Ausgangspunkt in Holderness führen die Besucher an die Drehorte.

## Inseln
Im Squam Lake liegen über 28 benannte Inseln und zahlreiche kleinere, namenlose Eilande. Die benannten Inseln sind:
- Basin Island
- Birch Island
- Bowman Island
- Chocorua (Church) Island
- Duck Island
- Great Island
- Groton Island
- High Haith
- Hoag Island
- Hubble Island
- Kate Island
- Kent Island
- Kimball Island
- Laurel Island
- Little Loon Island
- Long Island
- Loon Island
- Merrill Island
- Mink Island
- Mooney Island
- Mouse Island
- Otter Island
- Perch Island
- Potato Island
- Sheep Island
- Three Sisters
- Utopia Island
- Yard Island[2]

Die größte Insel davon ist mit einer Fläche von 98 Hektar High Haith.